# Antenne (marine)
Pour les articles homonymes, voir Antenne.

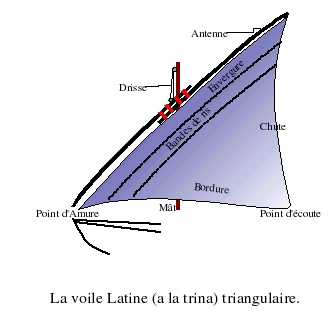
Schéma d'une voile latine illustrant l'architecture d'une antenne.

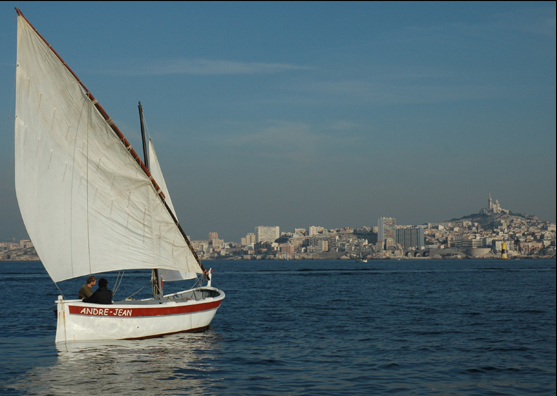
L'antenne est bien visible sur cette barquette Marseillaise : Il s'agit de la vergue oblique qui tient la voile latine de ce voilier de pêche.

Sur un bateau à voile latine, l'antenne est la vergue oblique supportant une voile en son sommet, souvent longue, de faible diamètre, et composé de plusieurs pièces.